# Kim Hyun-joong
Kim Hyun-joong (sinh ngày 6 tháng 6 năm 1986) là nam diễn viên, ca sĩ và nhạc sĩ người Hàn Quốc, cựu thành viên của nhóm nhạc nam SS501. Anh từng tham gia vai chính nổi tiếng trong các bộ phim truyền hình Hàn Quốc như Vườn sao băng (Yoon Ji-hoo) và Playful Kiss.
Sau khi ra mắt cùng nhóm SS501 vào năm 2005, Kim Hyun-joong phát hành album cá nhân đầu tiên của mình bằng tiếng Hàn Quốc là Break Down vào năm 2011, và album solo tiếng Nhật đầu tiên với tên Unlimited năm 2012. Nhờ thành công về mặt thương mại, anh được coi là một trong những ngôi sao Hallyu lớn nhất của Hàn Quốc đầu những năm 2010.

## Tiểu sử
Kim Hyun-joong sinh ngày 6 tháng 6 năm 1986 tại Seoul. Anh tự nhận mình là một đứa trẻ ham học nhưng đã bỏ dở chương trình trung học để theo đuổi sự nghiệp âm nhạc. Sau đó, anh đã vượt qua kỳ thi trung học và đăng ký vào Đại học Kyonggi. Sau khi tạm dừng học đại học để tập trung vào công việc, Kim Hyun-joong ghi danh vào Đại học Chungwoon vào năm 2011 để học quản lý sản xuất sân khấu.

## Sự nghiệp

### 2005–2008: Khởi đầu
Kim Hyun-joong ra mắt lần đầu với tư cách thành viên nhóm nhạc nam SS501 vào ngày 23 tháng 6 năm 2005, với album EP đầu tiên của nhóm mang tên Warning, được phát hành bởi DSP Media. Album EP thứ hai là Snow Prince được phát hành vào cuối năm 2005, năm tháng sau khi ra mắt. Nhóm nhanh chóng nổi tiếng, giành được nhiều giải thưởng nghệ sĩ mới trong năm 2005 và 2006. Năm sau, năm 2007, SS501 ra mắt tại Nhật Bản với đĩa đơn "Kokoro," đã đạt vị trí thứ năm trên Bảng xếp hạng Oricon.

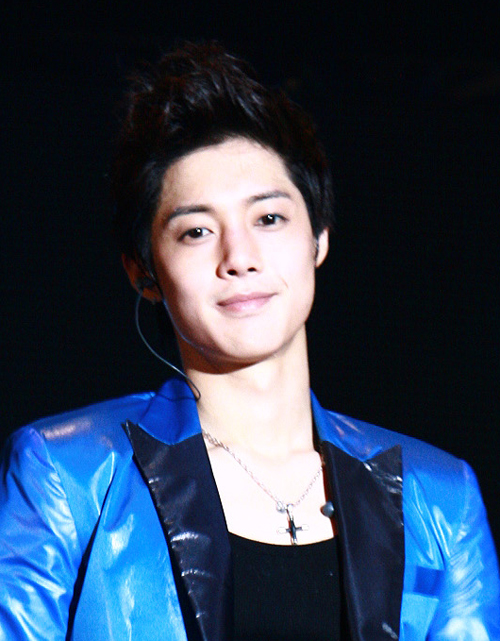
Kim Hyun-joong trong đêm nhạc tại Hong Kong cùng nhóm SS501 năm 2009

Tháng 1 năm 2008, nhóm đã nhận được giải Tân binh tại lễ trao giải Japan Gold Disc Award, khiến họ trở thành một trong số ít các nghệ sĩ Hàn Quốc giành được giải thưởng này.
Năm 2008, Kim Hyun-joong tham gia làm thành viên của chương trình truyền hình thực tế We Got Married, trong đó anh được ghép cặp với nữ ca sĩ Hwangbo. Được mệnh danh là "Cặp đôi rau diếp", cặp đôi này được nhiều khán giả yêu thích và giành giải Cặp đôi đẹp nhất tại Lễ trao giải truyền hình MBC năm 2008. Cả hai rời chương trình vào cuối năm 2008 để tập trung vào các dự án khác.

### 2008–2010
Năm 2008, Kim Hyun-joong được chọn vào dàn diễn viên chính trong phim truyền hình Hàn Quốc Vườn sao băng. Bộ phim cực kỳ nổi tiếng tại Hàn Quốc và các nước châu Á khác, và Kim Hyun-joong được trao giải Nam diễn viên được yêu thích nhất tại tại Giải thưởng phim truyền hình quốc tế Seoul năm 2009 và Giải thưởng Nam diễn viên được yêu thích nhất dành cho hạng mục phim truyền hình tại Lễ trao giải Baeksang năm 2009.
Kim Hyun-joong và dàn diễn viên của Vườn sao băng cũng làm khởi tại xu hướng cho nam giới Hàn Quốc bắt chước phong cách "chàng trai đẹp như hoa" của họ. Tony Moly, một thương hiệu mỹ phẩm Hàn Quốc mà Kim Hyun-joong làm đại diện thương hiệu từ năm 2006 đã chứng kiến doanh số tăng 30% trong năm 2009, thương hiệu cho rằng nhờ vào sức hút của bộ phim. Hợp đồng với Tony Moly kết thúc năm 2010, và Kim Hyun-joong trở thành người phát ngôn cho một thương hiệu mỹ phẩm khác, The Face Shop, vào cuối năm đó.
Tiếp nối thành công của phim truyền hình Vườn sao băng Kim Hyun-joong vào vai chính trong phim truyền hình Playful Kiss năm 2010, phiên bản chuyển thể từ truyện tranh shōjo manga Itazura na Kiss của Nhật Bản. Bộ phim không thành công về tỷ suất khán giả trên truyền hình Hàn Quốc, nhưng là phim ăn khách trên truyền hình nước ngoài và trên các nền tảng phát trực tuyến, giúp củng cố sự nổi tiếng của Kim như một ngôi sao Hallyu.
Vào cuối năm 2010, Kim Hyun-joong được chọn để đại diện cho Hàn Quốc tại buổi khai mạc Đại hội thể thao châu Á 2010 tại Quảng Châu, nơi anh biểu diễn bài hát "Sunshine Again" với các ca sĩ từ các quốc gia nói tiếng Trung Quốc.

## Kiện cáo

### Bồi thường do hành hung
Tháng 8 năm 2014, bạn gái của Kim Hyun-joong, chỉ được nhắc đến danh tính qua phần họ là cô Choi, khởi kiện chống lại Kim, cho rằng anh liên tục hành hung cô, gây ra vết bầm tím và gãy xương sườn. Kim Hyun-joong phủ nhận cáo buộc, nói rằng anh chỉ làm Choi bị thương một lần và đó là một tai nạn xảy ra khi anh đang luyện tập võ thuật. Choi đã bỏ một số cáo buộc chống lại Kim vào tháng 9 sau khi anh xin lỗi cô.
Tuy nhiên, sau đó Kim Hyun-joong đã phải bồi thường 5 triệu KRW vì làm Choi bị thương, theo các công tố viên trong vụ án cho biết: "Trong khi Kim tuyên bố rằng anh ta không có ý định làm tổn thương cô ấy, thì thương tích do bạo hành là rõ ràng." Điều này sau đó đã bị hủy bỏ vào năm 2016 khi quân đội và tòa án dân sự của Hàn Quốc đã tha bổng cho Kim về những cáo buộc này do bằng chứng đưa ra ánh sáng, tin nhắn giữa Choi, mẹ và bạn bè của cô, giám đốc của hãng tin Dispatch và các tuyên bố được đưa ra bởi các bệnh viện được cô Choi.

### Nhận trách nhiệm làm cha
Tháng 2 năm 2015, một tờ báo đưa tin rằng Kim Hyun-joong và Choi đã tái hợp, và cô Choi đã có thai. Kim Hyun-joong tuyên bố thông qua một thông cáo báo chí rằng anh đã không gặp Choi kể từ khi cô nói với anh rằng cô có thai vào tháng 1, và không thể xác nhận nếu anh ta là cha.
Vào tháng 5, cô Choi đã đệ đơn kiện Kim Hyun-joong đòi bồi thường 1.48 triệu USD vì tổn thất tinh thần do mối quan hệ giữa hai người, và tuyên bố rằng sự lạm dụng của Kim đã khiến cô bị sảy thai trước đó vào năm 2014. Kim Hyun-joong sau đó đã nộp đơn kháng cáo yêu cầu bồi thường 100 triệu KRW chống lại Choi vì tội phỉ báng, với phán quyết của tòa án rằng có bằng chứng gián tiếp rằng cô không có thai vào năm 2014. Đơn kiện của cô Choi đã bị bác bỏ, và cô đã kháng cáo quyết định này.
Vào tháng 12 năm 2015, một xét nghiệm quan hệ huyết thống tiết lộ rằng Kim là cha của một em bé mà Choi đã sinh vào tháng 9 năm đó.

### Kết quả vụ kiện
Ngày 12/11 năm 2020, Tòa án Tối cao Seoul đã giải quyết vụ kiện tụng liên quan đến việc bạn gái cũ tố Kim Hyun Joong bạo hành, đánh đập cô dẫn đến xảy thai.
Theo đó, sau quá trình điều tra, tòa án đã kết luận không có bằng chứng cho thấy bạn gái cũ của anh bị ép phá thai hoặc sảy thai như lời khai. 
Như vậy, sau 6 năm dài đằng đẵng với hàng loạt cáo buộc và phải chịu oan ức, mất tất cả danh tiếng gây dựng được, Kim Hyun Joong đã thắng kiện và sẽ được bồi thường theo đúng quy định pháp luật Hàn Quốc.
Cụ thể, phía tòa án yêu cầu bạn gái cũ của anh phải bồi thường thiệt hại cho hành vi bôi nhọ nhân phẩm anh với số tiền là 100 triệu won (khoảng 2 tỷ đồng).

### Hình sự hóa
Các công tố viên đã nộp đơn tố giác tội phạm đối với cô Choi là bạn gái cũ của Kim Hyun-joong vì tội lừa đảo và phỉ báng vào tháng 1 năm 2017. Vào tháng 2 năm 2018, cô Choi đã bị phạt 5 triệu KRW vì tội lừa đảo.

### Say rượu lái xe
Tháng 3 năm 2017, Kim Hyun-joong bị buộc tội lái xe khi say rượu sau khi cảnh sát tìm thấy anh gục trước vô lăng trong xe ô tô khi đến đèn tín hiệu giao thông ở Seoul. Bằng lái xe của Kim đã bị tịch thu và cuối cùng chịu phạt 2 triệu KRW.

## 2015–2016: Vượt qua những lùm xùm, phát triển tại Nhật Bản
Kim Huyn Joong phát hành album tiếng Nhật thứ hai mang tên Imademo vào ngày 11 tháng 2 năm 2015. Album này đã lọt vào bảng xếp hạng hàng ngày của Oricon ở vị trí thứ nhì và giữ vững vị trí đó trong suốt 10 ngày.
Hyun Joong nhập ngũ để thực hiện nghĩa vụ quân sự bắt buộc của Hàn Quốc vào tháng 5 năm 2015. Sau khi hoàn thành năm tuần huấn luyện cơ bản tại Phi đội Huấn luyện Tuyển quân số 30, Gyeonggi-do, anh đã đóng quân trong vai trò tuần tra biên giới ở Khu phi quân sự Triều Tiên.  Trong thời gian còn trong quân ngũ, 'The Best of Kim Hyun Joong', album thành công nhất của anh tại Nhật Bản nhằm kỷ niệm 10 năm hoạt động trong ngành âm nhạc của Hyun Joong đã được phát hành. Nó đã lọt vào bảng xếp hạng hàng ngày của Oricon ở vị trí số một.
Kim Hyun Joong xuất ngũ vào tháng 2 năm 2017 sau khi phục vụ quân đội đủ 21 tháng trong sự chào mừng của đông đảo các fan trung thành.

## 2017 – nay: Các tour diễn và album Hàn-Nhật
Vào tháng 7 năm 2017, Hyun Joong phát hành album đầu tiên kể từ khi rời quân ngũ, album đĩa đơn tiếng Nhật, re:wind. Album đạt vị trí quán quân trên bảng xếp hạng album Oricon. Sau khi phát hành, Kim Hyun Joong đã tham gia tour diễn 16 thành phố Nhật Bản.  Vào tháng 11, anh phát hành EP Haze, album tiếng Hàn đầu tiên của anh sau ba năm.
Kim Hyun Joong 2018 World Tour'HAZE 'bắt đầu vào ngày 2 tháng 12 năm 2017. Anh đã biểu diễn tại Bolivia, Chile, Mexico, Nhật Bản, Thái Lan và Ma Cao và kết thúc chuyến lưu diễn vào năm 2018. Vào ngày 6 tháng 6, anh ấy đã phát hành Take My Hand,  Album đầu tiên được phát hành từ hãng thu âm Henecia Music của chính mình. Vào ngày 26 tháng 9, Hyun Joong phát hành một album mang tên Wait For Me. Từ ngày 27 tháng 9 đến ngày 5 tháng 11, anh đã tổ chức chuyến lưu diễn Take My Hand Japan của mình. Cuối năm, có thông tin xác nhận rằng anh sẽ trở lại màn ảnh nhỏ trong bộ phim giả tưởng When Time Stopped của đài KBS. Bộ phim bắt đầu từ ngày 24 tháng 10 đến ngày 29 tháng 11 năm 2018, đánh dấu sự trở lại của anh trên thị trường phim. Cùng năm, Hyun Joong phát hành đĩa đơn, "Just for My Love" do chính anh sáng tác.

## Cứu người
Ngày 31/8/2017, hãng thông tấn Yonhap của Hàn Quốc đưa tin nam diễn viên Kim Hyun Joong vừa cứu sống một mạng người trong khi anh đang đi du lịch tại đảo Jeju. Được biết, sự việc này xảy ra tại một nhà hàng nhỏ.
Cụ thể, một người đầu bếp họ Oh trong lúc đang đun ăn cho khách hàng đã bất ngờ ngã quỵ và bất tỉnh. Trong khi các nhân viên của nhà hàng đang bối rối không biết phải làm gì, thì Kim Hyun Joong đã nhanh trí ra sơ cứu người đầu bếp. Đầu tiên, nam diễn viên gỡ cúc áo ra để người đàn ông thở dễ dàng hơn.
Bếp trưởng Oh rơi vào tình trạng bất tỉnh do bị khó thở, lâm vào tình trạng liệt toàn thân tạm thời. Thấy vậy, Hyun Joong liên tục thực hiện các biện pháp sơ cứu như vừa xoa ngực, bụng, vừa nói chuyện với nạn nhân. Sau đó, anh yêu cầu một nhân viên gọi xe cứu thương tới.
Sau 9 phút sơ cứu, bếp trưởng Oh đã tỉnh lại và được đưa tới bệnh viện. Khi tỉnh dậy sau ca phẫu thuật, ông đã gửi lời cảm ơn đến Kim Hyun Joong vì tấm lòng nhân ái và biết phản ứng nhanh nhạy trước một sự cố. Chủ nhà hàng và các nhân viên cũng dành lời cảm ơn cũng như khen ngợi cho nam diễn viên.
Sau vụ việc này, hình ảnh của Kim Hyun Joong trong mắt công chúng xứ sở kim chi dần dần được cải thiện. Cư dân mạng đã không còn chỉ trích, yêu cầu anh giải nghệ như thời anh còn vướng vào scandal bạo lực bạn gái dẫn đến sảy thai nữa. Thay vào đó, họ luôn dành nhiều lời khen ngợi cho Kim Hyun Joong và mong anh sẽ sớm quay trở lại showbiz Hàn.

## Quảng cáo
Dưới đây là danh sách không đầy đủ về các quảng cáo của Kim Hyun-joong trong quá khứ và hiện tại:
- Samsung Anycall Blue
- Mighty Mac
- Đồng phục Elite
- Sữa lắc Lotte Milkshake
- Giày Converse
- Samsung Anycall Haptic Pop
- T.I For Men
- Mì ăn liền NongShim
- Le Coq Sportif
- Samsung Anycall Jet
- Nước khoáng Dinamic Kin (Coca Cola)
- Gà rán Hotsun
- Samsung Card
- MVIO
- Basic House
- I'm David
- Mỹ phẩm Tony Moly
- Mỹ phẩm The Face Shop[42]
- Hang Ten
- Coupang Spring Campaign
- Lotte Duty Free
- Aeon Heatfact (Nhật Bản)
- Aeon Coolish Fact (Nhật Bản)
- Đại sứ Du lịch Seoul
- Slim Beauty House (Nhật Bản)
- Đại sứ Danh dự của Quỹ phát triển những mục tiêu thiên niên kỷ của Liên Hợp Quốc tháng 3 năm 2012
- Centerpole

## Giải thưởng
Kim Hyun-joong đã nhận được giải cho album phát hàng gồm một giải thưởng Daesang từ Lễ trao giải Tower Records' K-Pop Lovers!Giải, nhiều những giải thưởng liên tiếp từ Yahoo! Buzz và giải Nghệ sĩ nam hát đơn xuất sắc nhất trong Lễ trao giải Âm nhạc châu Á Mnet lần thứ 13 năm 2011.

## Danh sách phim

### Phim điện ảnh
| Năm  | Tựa đề     | Tựa đề gốc  | Vai                             |
| ---- | ---------- | ----------- | ------------------------------- |
| 2006 | Pi's Story | 파이 스토리 | Lồng tiếng (phiên bản Hàn Quốc) |

### Phim truyền hình
| Năm  | Tựa đề                | Tựa đề gốc           | Vai                         | Kênh     | Thể loại         |
| ---- | --------------------- | -------------------- | --------------------------- | -------- | ---------------- |
| 2005 | Nonstop 5             | 논스톱 5             | Guest Ep.208                | MBC      | Sitcom           |
| 2005 | Can Love Be Refilled? | 사랑도 리필이 되나요 | William                     | KBS2     | Sitcom           |
| 2007 | Hotelier              | ホテリアー           | Khách mời tập 7 (với SS501) | TV Asahi | Phim truyền hình |
| 2008 | Spotlight             | 스포트라이트         | Khách mời (với SS501)       | MBC      | Drama            |
| 2009 | Vườn sao băng         | 꽃보다 남자          | Yoon Ji-hoo                 | KBS2     | Phim truyền hình |
| 2010 | Playful Kiss          | 장난스런 키스        | Baek Seung-jo               | MBC      | Phim truyền hình |
| 2011 | Dream High            | 드림하이             | Khách mời tập 1             | KBS2     | Phim truyền hình |
| 2013 | City Conquest 1       | 도시정벌             | Baek Miru                   | KBS      | Phim truyền hình |
| 2014 | Inspiring Generation  | 감격시대             | Shin Jung-tae               | KBS2     | Phim truyền hình |

1Bộ phim đã bị huỷ bỏ nhưng dù vậy vẫn có một tập đặc biệt đã được lên sóng.

### Chương trình thực tế
| Năm       | Tựa đề                          | Tựa đề gốc                    | Tập                                                      | Kênh                     |
| --------- | ------------------------------- | ----------------------------- | -------------------------------------------------------- | ------------------------ |
| 2005-7    | X-Man / New X-Man               | X맨 / New X맨                 | - X-Man]]: #39, 41-44, 46, 52, 61 - New X-Man: #3, 4, 12 | SBS                      |
| 2006/2011 | Golden Fishery                  | 황금어장                      | Tập ngày 2006-12-06 / 2011-06-08                         | MBC                      |
| 2008      | We Got Married                  | 우리 결혼했어요               | Tập 9-38 trong mùa thứ 1 (với Hwangbo)                   | MBC                      |
| 2009      | Haptic Mission                  |                               | 7 tập (với F4 và Son Dam Bi)                             | quảng bá Samsung Anycall |
| 2009      | Family Outing                   | 패밀리가 떴다                 | Tập 64-65                                                | SBS                      |
| 2009-11   | Happy Together 3                | 해피투게더                    | Tập 93, 94, 125, 202                                     | KBS                      |
| 2011      | Running Man                     | 런닝맨                        | Tập 46-47                                                | SBS                      |
| 2011      | Strong Heart                    | 강심장                        | Tập 10-11, 81-83, 101-102.                               | SBS                      |
| 2011      | Secret                          | 비밀                          | Tập 6-10                                                 | KBS                      |
| 2011      | Night After Night               | 밤이면 밤마다                 | Tập 31                                                   | SBS                      |
| 2012      | Happy Camp                      | 快乐大本营                    | Khách mời ngày 17 tháng 11                               | Đài Hồ Nam               |
| 2012      | K-Pop Star conquering the World |                               | Phim tài liệu                                            | MBC                      |
| 2013      | Barefooted Friends              | 맨발의 친구들                 | Người chơi cố định từ tập 1-29                           | SBS                      |
| 2013      | Happy Together 3                | 해피투게더                    | Khách mời (Tập đặc biệt)                                 | KBS                      |
| 2013      | Cool Kiz On The Block           | 우리동네 예능과 체육의 능력자 | Tập 21-22                                                | KBS2                     |